# Petrus Stephani
Petrus Stephani (* 1616; † 1660) war ein deutscher Jurist und Hochschullehrer. 
Petrus Stephani war ein Sohn des Greifswalder Professors Matthias Stephani und dessen zweiter Ehefrau Dorothea Seidel. Bereits 1625 wurde er an der Universität Greifswald immatrikuliert. Zum Sommersemester 1633 ging er nach Rostock und wechselte zwei Jahre später nach Königsberg. Nach Abschluss des Studiums unternahm er eine Studienreise durch Preußen und Polen. 1638 wurde Stephani in Greifswald zum Lizentiaten und ein Jahr später zum Doktor beider Rechte promoviert. Danach wurde Stephani Professor der Rechte in Greifswald. 1652 wurde er zum Rektor der Universität gewählt. Bis zu seinem Tod im Februar oder März 1660 war Petrus Stephani dreimal Dekan der Juristischen Fakultät.
Petrus Stephani war mit Elisabeth Tindlay, der Tochter eines Greifswalder Seidenhändlers verheiratet.